# Nadvojvoda Karel, vojvoda Teschenski
Nadvojvoda Karel Avstrijski, vojvoda Teschenski (1771–1847) je bil eden od vojvod avstrijskega cesarstva. Boril se je v Napoleonskih vojnah. Bil je najboljši avstrijski general tistega časa in reformator avstrijske vojske.
Bil je vnuk avstrijske cesarice Marije Terezije in njenega moža Franca I. Štefana Lotarinškega ter tako član dinastije lotarinških Habsburžanov.
Njegov oče Leopold II. Habsburško-Lotarinški in stric Jožef II. Habsburško-Lotarinški sta bila rimsko-nemška cesarja, njegov brat Franc I. Habsburško-Lotarinški pa je bil zadnji rimsko-nemški cesar in prvi cesar Avstrije.
Avstrijsko cesarstvo je vladalo krajem, ki jih danes imenujemo Ogrska, Hrvaška, Avstrija, Češka, Slovaška, Bosna, Leichtenstein, Slovenija, Srbija, Črna gora in Albanija.